# تشرنولیتسه
تشرنولیتسه (به چکی: Černolice) یک منطقهٔ مسکونی در جمهوری چک است که در ناحیه پراگ-غرب واقع شده‌است. تشرنولیتسه ۳٫۱۸ کیلومتر مربع مساحت و ۲۹۵ نفر جمعیت دارد و ۴۱۰ متر بالاتر از سطح دریا واقع شده‌است.